# Lenny Joseph
Lenny Joseph (Parigi, 12 ottobre 2000) è un calciatore francese, attaccante del Ferencváros.

## Carriera
Inizia a giocare nel Le Puy, formazione della quarta divisione francese, per poi essere ceduto al Boulogne nel 2019, dove però riesce solamente a giocare qualche incontro con la seconda squadra. Così, nel 2020 fa ritorno al Le Puy per un'altra stagione. Nel 2021 compie un triplo salto di categoria, quando viene acquistato dal Metz, con cui esordisce in Ligue 1 l'8 agosto successivo, nel pareggio casalingo per 3-3 contro il Lilla.

## Statistiche

### Presenze e reti nei club
Statistiche aggiornate al 4 giugno 2023.
| Stagione        | Squadra         | Campionato      | Campionato | Campionato | Coppe nazionali | Coppe nazionali | Coppe nazionali | Coppe continentali | Coppe continentali | Coppe continentali | Altre coppe | Altre coppe | Altre coppe | Totale | Totale |
| Stagione        | Squadra         | Comp            | Pres       | Reti       | Comp            | Pres            | Reti            | Comp               | Pres               | Reti               | Comp        | Pres        | Reti        | Pres   | Reti   |
| --------------- | --------------- | --------------- | ---------- | ---------- | --------------- | --------------- | --------------- | ------------------ | ------------------ | ------------------ | ----------- | ----------- | ----------- | ------ | ------ |
| 2018-2019       | Le Puy          | N2              | 1          | 0          | CF              | 1               | 0               |                    | -                  | -                  |             | -           | -           | 2      | 0      |
| 2019-2020       | Boulogne 2      | N3              | 12         | 1          |                 | -               | -               |                    | -                  | -                  |             | -           | -           | 12     | 1      |
| 2020-2021       | Le Puy          | N2              | 4          | 2          | CF              | 5               | 1               |                    | -                  | -                  |             | -           | -           | 9      | 3      |
| Totale Le Puy   | Totale Le Puy   | Totale Le Puy   | 5          | 2          |                 | 6               | 1               |                    | -                  | -                  |             | -           | -           | 11     | 3      |
| 2021-2022       | Metz 2          | L1              | 12         | 8          |                 | -               | -               |                    | -                  | -                  |             | -           | -           | 12     | 8      |
| 2022-2023       | Metz 2          | L2              | 2          | 0          |                 | -               | -               |                    | -                  | -                  |             | -           | -           | 2      | 0      |
| Totale Metz 2   | Totale Metz 2   | Totale Metz 2   | 14         | 8          |                 | -               | -               |                    | -                  | -                  |             | -           | -           | 14     | 8      |
| 2021-2022       | Metz            | L1              | 8          | 0          | CF              | 0               | 0               |                    | -                  | -                  |             | -           | -           | 8      | 0      |
| 2022-2023       | Metz            | L2              | 29         | 3          | CF              | 3               | 1               |                    | -                  | -                  |             | -           | -           | 32     | 4      |
| Totale Metz     | Totale Metz     | Totale Metz     | 37         | 3          |                 | 3               | 1               |                    | -                  | -                  |             | -           | -           | 40     | 4      |
| Totale carriera | Totale carriera | Totale carriera | 68         | 14         |                 | 9               | 2               |                    | -                  | -                  |             | -           | -           | 77     | 16     |

## Palmarès
- Campionato ungherese: 1

Ferencvaros: 2024-2025